# Axenroos
De axenroos is een model om de interactie tussen mensen te typeren. Het biedt een handvat om te praten over de manier waarop mensen met elkaar omgaan. Daarnaast kan vanuit deze theorie het eigen gedrag kritisch worden bekeken en kunnen de effecten van dit gedrag op anderen ingeschat worden. De axenroos is handelingsgericht te gebruiken om de interactie met anderen te verbeteren. De axenroos werd uitgewerkt door Ferdinand Cuvelier vanuit zijn therapeutisch werk met adolescenten. Om het praten over de verschillende posities te vergemakkelijken, wordt elke positie benoemd aan de hand van een totemdier. 
Het systeem is gebaseerd op de roos van Leary. Het verschil zit in het feit dat de Roos van Leary uitgaat van het eigen gedrag ten opzichte van het gedrag van een ander. De axenroos (ook wel relatieroos) gaat daarentegen uit van de eigen attitude ten opzichte van een ander.

## Opbouw van de axenroos
De axenroos bestaat uit zes 'axen'. Een 'ax' is een relatiewijzer, een manier om met een ander een wisselwerking te hebben. Dit brengt bij de ander iets teweeg.

### Hoofdrelatiewijzen
Er zijn zes hoofdrelatiewijzen, die onder te verdelen zijn in drie zones: de harmoniezone, de afzonderingszone en de conflictzone.
| Nr.                       | Hoofdrelatiewijze |
| ------------------------- | ----------------- |
| Harmoniezone (samen)      |                   |
| 1                         | Geven, aanbieden  |
| 2                         | Vragen, aannemen  |
| Afzonderingszone (uiteen) |                   |
| 3                         | Houden            |
| 4                         | Lossen            |
| Conflictzone (tegen)      |                   |
| 5                         | Weerstaan         |
| 6                         | Aanvechten        |

### Inzetten
Een ax is een relatiewijze x inzet.
De inzetten zijn:
1. persoon of bijzijn, persoon betekent informatie over jezelf, bijzijn is het contact
2. goederen en diensten
3. informatie en richtlijnen

We kunnen de een roos maken met daarin 18 onderverdelingen waar voor elke hoofdrelatiewijze per inzet een onderverdeling gemaakt is. 
We hebben ervoor gekozen dat niet te doen maar enkel de harmoniezone onder te verdelen, dit is de zone waar 90% van de communicatie plaatsvindt.
Zo komen we aan 10 onderverdelingen en krijgt de axenroos zijn definitieve vorm.

## Axenroos voor kinderen
Het gebruik van de dierennamen maakt de axenroos aanschouwelijk voor jongere kinderen. Vanuit het onderwijs is er dan ook een adaptatie gemaakt van de therapeutische context van de axenroos naar een meer vormende en preventieve context in de klas. Verschillende scholen werken met de axenroos om kinderen sociale vaardigheden aan te leren vanaf de kleuterklas.
| Dier               | Gedrag                                                            |
| ------------------ | ----------------------------------------------------------------- |
| Pauw               | Geven/aanbieden van persoon en/of bijzijn (zicht present stellen) |
| Wasbeer (was: vos) | Aannemen vragen van persoon en/of bijzijn (waarderen)             |
| Bever              | Geven/aanbieden van goederen en/of diensten (zorgen)              |
| Poes               | Aannemen/vragen van goederen en/of diensten (genieten)            |
| Leeuw              | Geven/aanbieden van informatie en/of richtlijnen (leiden)         |
| Kameel             | Aannemen/vragen van informatie en/of richtlijnen (volgen)         |
| Havik              | Aanvechten                                                        |
| Steenbok           | Weerstaan                                                         |
| Uil                | Houden                                                            |
| Schildpad          | Lossen/ondergaan                                                  |